# Heo Mok

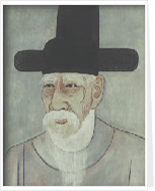
Heo Mok

Heo Mok (1593 or 1595-1682; Hanja:許穆, Hangul:허목), foi um acadêmico, poeta, artista, oficial e primeiro ministro e Vice-Primeiro-Ministro da dinastia Joseon da Coreia. ele foi um membro da Facção Sul(南人, 남인), e um seguidor de Jeong Gu. Yu nasceu em Seoul, na província de Gyeonggi, de uma família yangban do clã Yangcheon Heo.